# Калик, Зиновий Маркович
Зиновий Маркович Калик (2 января 1908 — 21 апреля 1994) — советский сценарист и кинорежиссёр, редактор, директор фильма.

## Биография
Окончил студию имени Всеволода Мейерхольда (1928) и МГУ имени М. В. Ломоносова (1931).
В 1931—1935 годах — старший редактор Московской студии звукозаписи «Союзкино». В 1935—1938 годах — режиссёр Новосибирской киностудии, ставил неигровые фильмы. В 1941—1946 годах — начальник сценарного отдела киностудии «Союзмультфильм».
С 1946 года работал по договорам.

## Фильмография

### Сценарист
- 1944 году — Синица (мультфильм)
- 1945 году — Дом N13 (мультфильм)
- 1945 году — Пропавшая грамота (мультфильм)[3][4]
- 1948 году — Сказка о солдате (мультфильм)